# Lobatschewski-Medaille
Die Lobatschewski-Medaille für herausragende Arbeiten auf dem Gebiet der Geometrie (russisch медаль имени Н. И. Лобачевского) ist ein russischer Mathematikpreis. Die Staatliche Universität Kasan verleiht ihn zu Ehren Nikolai Iwanowitsch Lobatschewskis, eines dortigen Mathematikprofessors und Rektors. Der Preis wurde 1896 ins Leben gerufen, erstmals wurde die Medaille 1897 vergeben. Sie wurde 1951 zu einem Preis der Akademie der Wissenschaften der UdSSR und 1991 an die Staatliche Universität Kasan zurückgegeben. Sie ist (Stand 2017) mit 75.000 US-Dollar dotiert.

## Preisträger der Lobatschewski-Medaille

### Staatliche Universität Kasan
- 1897 – Sophus Lie
- 1900 – Wilhelm Killing
- 1904 – David Hilbert
- 1912 – Friedrich Schur
- 1912 – Ludwig Schlesinger
- 1927 – Hermann Weyl
- 1937 – Élie Cartan
- 1937 – Wiktor Wladimirowitsch Wagner

### Akademie der Wissenschaften der UdSSR
- 1951 – Nikolai Wladimirowitsch Jefimow
- 1951 – Alexander Danilowitsch Alexandrow
- 1959 – Alexei Wassiljewitsch Pogorelow
- 1966 – Lew Semjonowitsch Pontrjagin
- 1969 – Heinz Hopf
- 1972 – Pawel Sergejewitsch Alexandrow
- 1977 – Boris Nikolajewitsch Delone
- 1980 – Sergei Petrowitsch Nowikow
- 1983 – Herbert Busemann
- 1986 – Andrei Nikolajewitsch Kolmogorow
- 1989 – Friedrich Hirzebruch

### Wieder an der Staatlichen Universität Kasan
- 1992 – Alexander Petrowitsch Norden
- 1992 – Wladimir Igorewitsch Arnold
- 1996 – Grigori Alexandrowitsch Margulis
- 1997 – Boris Petrowitsch Komrakow
- 1997 – Michail Leonidowitsch Gromow
- 2000 – Juri Grigorjewitsch Reschetnjak
- 2002 – Shiing-Shen Chern
- 2017 – Richard Melvin Schoen
- 2019 – Daniel D. Wise
- 2021 – Idzhad Sabitov
- 2023 – Juri Leonidowitsch Jerschow